# Angelika Honsbeek
Angelika Honsbeek es una deportista neerlandesa que compitió en natación sincronizada. Ganó tres medallas en el Campeonato Europeo de Natación de 1974.

## Palmarés internacional
| Campeonato Europeo | Campeonato Europeo       | Campeonato Europeo | Campeonato Europeo |
| Año                | Lugar                    | Medalla            | Prueba             |
| ------------------ | ------------------------ | ------------------ | ------------------ |
| 1974               | Ámsterdam (Países Bajos) | Medalla de plata   | Solo               |
| 1974               | Ámsterdam (Países Bajos) | Medalla de bronce  | Dúo                |
| 1974               | Ámsterdam (Países Bajos) | Medalla de bronce  | Equipo             |